# Дерек Бугард
Дерек Бугард (англ. Derek Boogaard, нар. 23 червня 1982, Саскатун — пом. 13 травня 2011 Міннеаполіс) — канадський хокеїст, що грав на позиції крайнього нападника.

## Ігрова кар'єра
Хокейну кар'єру розпочав 2000 року в ЗХЛ.
2001 року був обраний на драфті НХЛ під 202-м загальним номером командою «Міннесота Вайлд».
Протягом професійної клубної ігрової кар'єри, що тривала 7 років, захищав кольори команд «Міннесота Вайлд» та «Нью-Йорк Рейнджерс».
Загалом провів 287 матчів у НХЛ, включаючи 10 ігор плей-оф Кубка Стенлі.

## Тафгай
Дерек був одним із тафгаїв НХЛ, основна мета яких захистити найкращих гравців та голкіпера своєї команди від силових прийомів і жорсткої гри суперників або таких самих тафгаїв.
Також тафгаї є основими учасниками бійок по ходу ігор. Під час однієї з таких бійок проти іншого тафгая Тодда Федорука Бугард відправив останнього в нокаут, спричинивши складний перелом щелепи. Цей інцидент призвів до дебатів у НХЛ про заборону сутичок у лізі.

## Смерть
12 травня 2011 він відзначав випускний своєї сестри, де прийняв обезболюючий препарат на основі наркотиків та вживав алкоголь. У ніч на 13 травня (як пізніше встановила експертиза) він помер під час сну. Посмертне дослідження його мозку виявило, що він страждав від хронічної травматичною енцефалопатії. Схожі проблеми зі здоров'ям мали ще два гравці молодше 40 років, які померли.

## Статистика
| Сезон        | Клуб                  | Ліга         | Регулярний сезон | Регулярний сезон | Регулярний сезон | Регулярний сезон | Регулярний сезон | Плей-оф | Плей-оф | Плей-оф | Плей-оф | Плей-оф |
| Сезон        | Клуб                  | Ліга         | І                | Г                | П                | О                | ШХ               | І       | Г       | П       | О       | ШХ      |
| ------------ | --------------------- | ------------ | ---------------- | ---------------- | ---------------- | ---------------- | ---------------- | ------- | ------- | ------- | ------- | ------- |
| 1999–00      | «Реджайна Петс»       | ЗХЛ          | 5                | 0                | 0                | 0                | 17               | —       | —       | —       | —       | —       |
| 1999–00      | «Прінс-Джордж Кугарс» | ЗХЛ          | 33               | 0                | 0                | 0                | 149              | —       | —       | —       | —       | —       |
| 2000–01      | «Прінс-Джордж Кугарс» | ЗХЛ          | 61               | 1                | 8                | 9                | 245              | 6       | 1       | 0       | 1       | 31      |
| 2001–02      | «Прінс-Джордж Кугарс» | ЗХЛ          | 2                | 0                | 0                | 0                | 16               | —       | —       | —       | —       | —       |
| 2001–02      | «Медисин-Гат Тайгерс» | ЗХЛ          | 46               | 1                | 8                | 9                | 178              | —       | —       | —       | —       | —       |
| 2002–03      | «Медисин-Гат Тайгерс» | ЗХЛ          | 27               | 1                | 2                | 3                | 65               | —       | —       | —       | —       | —       |
| 2002–03      | «Луїзіана АйсГейторс» | ХЛСУ         | 33               | 1                | 2                | 3                | 240              | 2       | 0       | 0       | 0       | 0       |
| 2003–04      | «Х'юстон Аерос»       | АХЛ          | 53               | 0                | 4                | 4                | 207              | 2       | 0       | 1       | 1       | 16      |
| 2004–05      | «Х'юстон Аерос»       | АХЛ          | 56               | 1                | 4                | 5                | 259              | 5       | 0       | 0       | 0       | 38      |
| 2005–06      | «Міннесота Вайлд»     | НХЛ          | 65               | 2                | 4                | 6                | 158              | —       | —       | —       | —       | —       |
| 2006–07      | «Міннесота Вайлд»     | НХЛ          | 48               | 0                | 1                | 1                | 120              | 4       | 0       | 1       | 1       | 20      |
| 2007–08      | «Міннесота Вайлд»     | НХЛ          | 34               | 0                | 0                | 0                | 74               | 6       | 0       | 0       | 0       | 24      |
| 2008–09      | «Міннесота Вайлд»     | НХЛ          | 51               | 0                | 3                | 3                | 87               | —       | —       | —       | —       | —       |
| 2009–10      | «Міннесота Вайлд»     | НХЛ          | 57               | 0                | 4                | 4                | 105              | —       | —       | —       | —       | —       |
| 2010–11      | «Нью-Йорк Рейнджерс»  | НХЛ          | 22               | 1                | 1                | 2                | 45               | —       | —       | —       | —       | —       |
| Усього в НХЛ | Усього в НХЛ          | Усього в НХЛ | 277              | 3                | 13               | 16               | 589              | 10      | 0       | 1       | 1       | 44      |